# Schwarzerium viridicyaneum
Schwarzerium viridicyaneum är en skalbaggsart som först beskrevs av Hayashi 1956.  Schwarzerium viridicyaneum ingår i släktet Schwarzerium och familjen långhorningar. Inga underarter finns listade i Catalogue of Life.